# Likeleli Alinah Thamae
Likeleli Alinah Thamae (sinh ngày 4 tháng 1 năm 1978) là một học viên taekwondo người Lesotho.
Cô đã tham dự Thế vận hội Mùa hè 2000 ở Sydney, nơi cô đứng thứ bảy về hạng nhẹ nữ.